# Alabel
Alabel est une ville de 1re classe, capitale de la province de Sarangani aux Philippines.
Selon le recensement de 2010 elle est peuplée de 75 477 habitants.

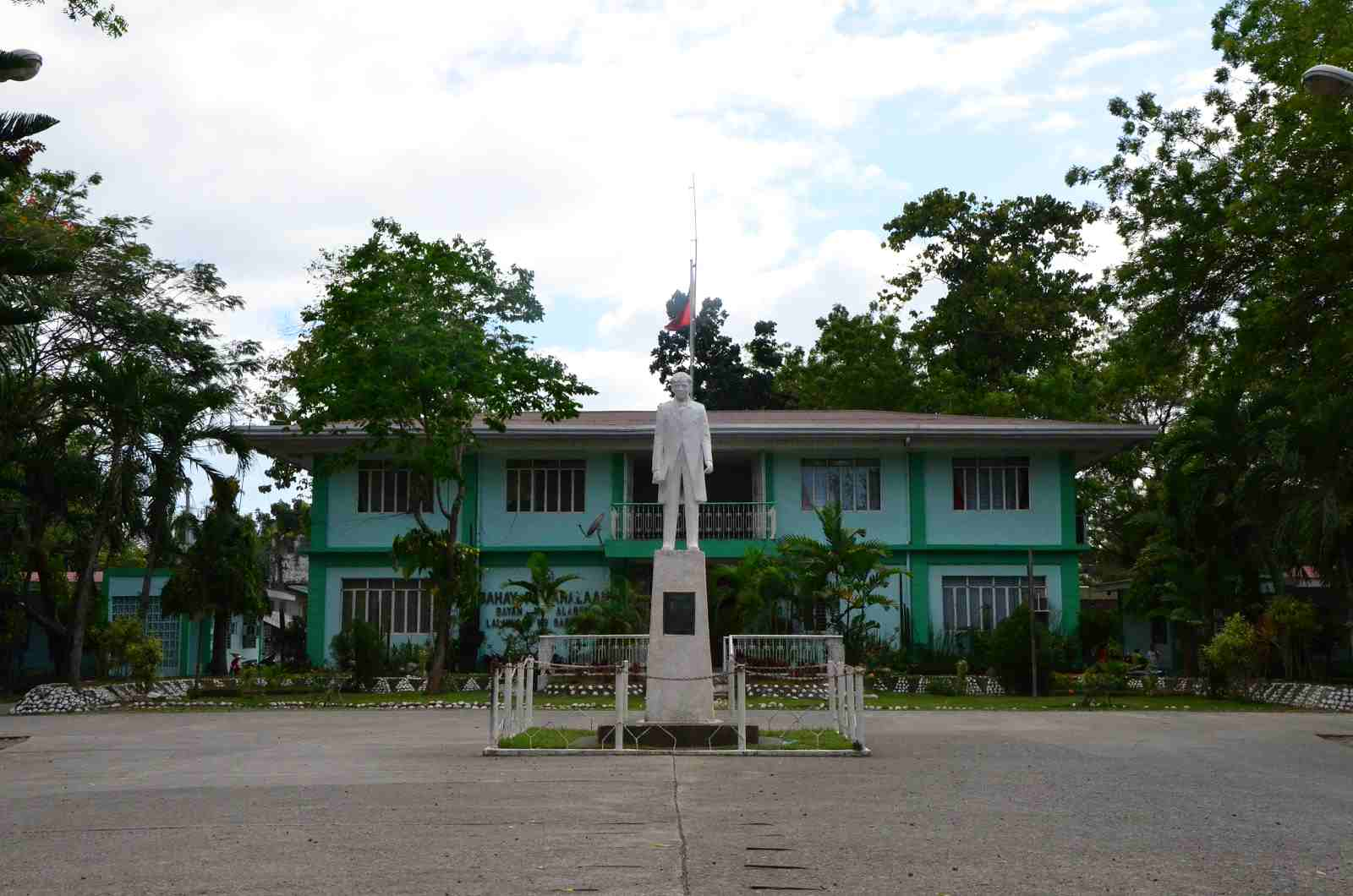
Salle municipale

## Barangays
Alabel est divisée en 12 barangays :
- Alegria
- Bagacay
- Baluntay
- Datal Anggas
- Domolok
- Kawas
- Maribulan
- Pag-Asa
- Paraiso
- Alabel
- Spring
- Tokawal
- Ladol

## Démographie
| Année | Habitants | Évolution |
| ----- | --------- | --------- |
| 1995  | 46 527    | -         |
| 2000  | 60 779    | 30,63 %   |
| 2007  | 71 872    | 18,25 %   |
| 2010  | 75 477    | 5,02 %    |